# 黑身立旗鯛
黑身立旗鯛（學名：Heniochus varius），又稱白帶馬夫魚，俗名黑關刀、牛角關刀，為輻鰭魚綱鱸形目蝴蝶魚科的其中一種。

## 分布
本魚分布於印度太平洋區，包括斯里蘭卡、馬來西亞、安達曼海、泰國、菲律賓、印尼、中國南海、東海、日本南部、台灣、越南、新幾內亞、所羅門群島、澳洲、馬里亞納群島、馬紹爾群島、密克羅尼西亞、帛琉、諾魯、斐濟群島、東加、吉里巴斯、吐瓦魯、萬納杜、法屬波里尼西亞、墨西哥、加拉巴哥群島、厄瓜多等海域。

## 深度
水深1至25公尺。

## 特徵
本魚體色暗褐或黑褐色，背鰭下方及尾鰭部顏色稍淺。體側有2條白色或淡黃色之細橫帶，一在背鰭軟條部下方，一在胸前。背鰭之第四枚硬棘延長，但不成細絲狀。頸背的正中央有骨質突起，老成魚甚至彎曲成銳利狀，有如牛角。背鰭硬棘11至12枚、軟條22至24枚；臀鰭硬棘3枚、軟條17至18枚。體長可達19公分。

## 生態
本魚棲息在潟湖或珊瑚礁區，多半單獨活動，肉食性，以珊瑚蟲及小型底棲生物為食。

## 經濟利用
為觀賞性魚類，易於飼養，不供食用。